# آدام لمبرت
آدام میشل لمبرت (به انگلیسی: Adam Mitchel Lambert) (زادهٔ ۲۹ ژانویه ۱۹۸۲ در ایندیاناپولیس) خواننده، ترانه‌سرا، آهنگساز و بازیگر آمریکایی است. او هم‌چنین نفر دوم از فصل هشتم از سری مسابقات آمریکن آیدل است.

## اوایل زندگی
آدام در ایندیانا پولیس ایالت ایندیانا در ایالات متحده به‌دنیا آمد؛ مادرش لیلا دندانپزشک بود و پدرش ابر به عنوان مدیر برنامه‌ها در شرکت نواتل وایرلس کار می‌کرد. پدر او نروژی‌تبار و مادرش یهودی‌تبار است و ریشه ای در رومانیا دارد. وی به واسطه مادرش یهودی شد. خانواده او کمی پس از تولدش از ایندیانا پولیس به سان دیگو نقل مکان کردند. او به مدرسه ابتدایی دیر کاریون رفت و در همان‌جا بود که برنده مسابقه ایربند شد که قصد داشت مایکل جکسون آینده را پیدا کند. لمبرت به دبیرستان MCHS رفت. در همان‌جا بود که در تئاتر، گروه‌های موسیقی و اغلب در گروه جاز دبیرستانش آواز می‌خواند. بعد از پایان دوران دبیرستان لمبرت به کالج «در رشتهٔ روان‌شناسی» رفت ولی تنها بعد از ۵ هفته ان را ترک کرد.
لمبرت از وقتی تقریباً ده سال داشت یک بازیگر صحنه بود. در حدود دوازده سالگی در چند تئاتر بازی کرد که از مهم‌ترین آن‌ها می‌توان به کاپیتان هوک و پیتر پن اشاره کرد. در ۱۹ سالگی آدام آمریکا را ترک کرد و برای چند ماه یک دوره بازیگری در آلمان دید و در چند تئاتر (اعم از تئاتر Hair) بازی کرد و دوباره به آمریکا برگشت.

## حرفه موسیقی
لمبرت در فصل هشتم شوی تلویزیونی امریکن آیدل شرکت کرد. وی در مرحله اول با رأی مثبت هر چهار داور (سایمون کاول، رندی جکسون، کارا دیوگواردی، پائولا عبدل) به مرحله هالیوود راه یافت. او طی مراحل مختلف ترانه‌هایی از مایکل جکسون، کویین، مدونا، اروسمیث، آنیتا کارتر، یوتو و… خواند و در نهایت به مرحله فینال رسید ولی از کریس آلن (Kris Allen) شکست خورد و رتبه دوم را به خود اختصاص داد. نتیجهٔ رأی‌گیری دورهٔ هشتم آمریکن آیدل هنوز نیز بحث برانگیزترین نتایج این برنامه محسوب می‌گردد زیرا عده ای بر این باور هستند که داوران از اینکه یک فرد همجنسگرا به شهرت برسد واهمه داشتند که البته داوران این شایعه را تکذیب کردند.

## آلبوم برای سرگرمی تو For Your Entertainment (۲۰۰۹)
در نوامبر سال ۲۰۰۹، لمبرت اولین آلبوم استودیویی خود با نام برای سرگرمی تو (For Your Entertainment) را منتشر کرد. این آلبوم از نظر فروش به سومین آلبوم ماه در دسامبر ۲۰۰۹ رسید. این آلبوم در هفته اول ۱۹۸۰۰۰ نسخه فروش کرد. آلبوم برای سرگرمی تو شامل ۱۴ آهنگ است که از مهم‌ترین آن‌ها می‌توان به Whataya want from me, For your entertainment, Time for miracles و If I Had You اشاره کرد. برخی از سایت‌های معتبر در پی رتبه‌بندی بهترین‌های لمبرت آهنگ whataya want from me از وی را قوی‌ترین و ماندگارترین کار او دانسته‌اند. این آهنگ در مراسم گرمی اواردز نامزد بهترین «اجرای آواز پاپ مرد» شد ولی جایزه را دریافت نکرد.

## آلبوم تجاوز Trespassing (۲۰۱۲)
دومین آلبوم لمبرت که در ۱۵ می سال ۲۰۱۲ انتشار یافت. این آلبوم قرار بود در۲۰ مارس منتشر شود ولی به علت اضافه کردن چهار ترک جدید به دو ماه بعد موکول شد. این آلبوم یکی از پرفروش‌ترین و بهترین آلبوم‌های سال ۲۰۱۲ و ۲۰۱۳ شد. در هفته اول با فروش ۷۸٬۰۰۰ نسخه از این آلبوم در بیلبورد نامبر وان شد. این آلبوم در بسیاری از کشورهای جهان از جمله آمریکا و کانادا اول شد. بهترین آهنگ این آلبوم Never Close Our Eyes هست که جز بهترین آهنگ‌های سال شد. لمبرت در دومین هفته انتشار آلبوم خود (Trespassing) توانست رتبه یک بیلبرد را به خود اختصاص دهد و از امریکن ایدل قبلی کری آندروود که نام آن در تاریخچه یک بیلبرد امریکن آیدل قرار داشت جلو زد.Trespassing اولین آلبوم هنرمند آشکارا همجنسگرا بود که در صدر جدول بیلبورد قرار گرفت.

## آلبوم2015-The Original High
سومین آلبوم لمبرت است که در ۱۶ ژوئن ۲۰۱۵با تهیه‌کنندگی مکس مارتین و شلبک و با لیبل وارنر بروس (Warner Bros) منتشر شد. لمبرت در روز تولد خود(۲۹ ژانویه) نام این آلبوم را به عنوان سورپرایزی برای طرفدارانش منتشر کرد. این آلبوم ابتدا در iTunes نیوزیلند و آمازون برای فروش منتشر شد ولی اولین سینگل رسمی این آلبوم"Ghost Town" در روز ۲۱ آوریل ۲۰۱۵ در ایالت متحده منتشر شد. این سینگل، سینگل اصلی آلبوم هم هست و همچنین Another Lonely Night یکی دیگر از سینگل‌های این آلبوم است. این آلبوم شامل ۱۱ ترک اصلی و ۳ ترک در ورژن دلوکس هست که به گفته لمبرت به خاطر علت‌هایی از آلبوم بیرون کشیده شد. این آلبوم در هفته اول انتشار رسمی خود به فروش ۴۷۰۰۰ نسخه‌ای دست یافت و موفق شد به رتبه سوم چارت پرفروش ترین‌های بیلبورد دست پیدا کند

## آلبوم Live Around the World
لمبرت در کنار کار انفرادی خود از سال ۲۰۱۱ با گروه مشهور برتانیایی راک Queen به عنوان خواننده اصلی نیز همکاری کرده است. از جمله این همکاری می‌توان به چندین تور جهانی از ۲۰۱۴ تا ۲۰۲۰ اشاره کرد. اولین آلبوم لمبرت و کوئین در اکتبر ۲۰۲۰ به نام Live Around the World منتشر شد که در نمودار آلبوم‌های رسمی انگلستان نامبر وان شد.

## فیلم و سریال‌ها
| عنوان فیلم                                                  | سال  |
| ----------------------------------------------------------- | ---- |
| The Ten Commandments: The Musical                           | ۲۰۰۶ |
| Wicked: The Musical - LA version                            | ۲۰۰۸ |
| American Idol                                               | ۲۰۰۹ |
| Project Runway                                              | ۲۰۱۱ |
| Pretty Little Liars                                         | ۲۰۱۲ |
| Glee (season 5)                                             | ۲۰۱۳ |
| American Idol                                               | ۲۰۱۴ |
| American Idol                                               | ۲۰۱۵ |
| The X-Factor Australia                                      | ۲۰۱۶ |
| The Rocky Horror Picture Show: Let's Do The Time Warp Again | ۲۰۱۶ |
| Play Mobil                                                  | ۲۰۱۹ |
| American Idol                                               | ۲۰۱۹ |
| Taylor Swift:You Need To Calm Down                          | ۲۰۱۹ |
| Moonbase8                                                   | ۲۰۲۰ |

## جوایز
آدام لمبرت تاکنون برنده ۵ جایزه معتبر موسیقی شده است که عبارتند از: جوایز هالیوود جوان برای هنرمند سال ۲۰۰۹، جایزه انتخاب جوانان برای بهترین هنرمند مرد ۲۰۰۹، جایزه «ماچ موزیک» (Much Music) برای آهنگ (?Whataya Want From Me)در سال ۲۰۱۰، جوایز بهترین خواننده بین‌المللی و بهترین تک‌آهنگ سال (از من چه می‌خواهی؟) از جوایز مجله مشاهیر آلمان. وی نامزد جایزه گرمی (Grammy) برای بهترین خواننده مرد پاپ در سال ۲۰۱۰ بود که موفق نشد این جایزه را دریافت کند.

## زندگی شخصی
آدام لمبرت یهودی است و برادری به نام «نایل» دارد که سه سال از او کوچکتر است. همچنین او یک همجنسگرا است.
لمبرت در گفتگویی‌ای با مجله رولینگ استون صراحتاً اعلام کرد که همجنس‌گرا است اما مایل است رابطه جنسی با دختران را نیز تجربه کند.
آدام در مراسم American music awards ۲۰۰۹ هنگام اجرای ترانهٔ “For Your Entertainment” بوسه‌ای بر لبان یک گیتاریست مرد (تامی جو رتلیف) زد که جنجالی به پا کرد. آدام در مورد این رخداد چنین گفت: «سال‌هاست که زن‌ها تابوهای جنسی را کنار می‌گذارن اما کسی بهشون کاری نداره اما هنگامی مردها این کارها رو می‌کنن همه معترض می‌شوند».
از اواخر سال ۲۰۱۰ شایعه‌هایی مبنی بر رابطهٔ آدام با یک شخصیت تلویزیونی فنلاندی به نام «ساولی کاسکینن» شکل گرفت. به خصوص که آدام در گفته‌هایش به یک تعطیلات «بسیار رمانتیک» در پاریس اشاره کرده بود. چندی بعد آدام این شایعات را تأیید کرد و رابطهٔ آدام و ساولی به صورت علنی آغاز شد. آنهادر تاریخ۶/۴/۲۰۱۳ از یکدیگر جدا شدند. او از اوایل سال ۲۰۱۹ با جاوی کاستا پولو(javi costa polo)در رابطه بود. آنها در نوامبر ۲۰۱۹ از هم جداشدند. در اواخر سال ۲۰۲۰ عکس‌های از او به همراه Oliver Gliese پخش شد و شایعاتی مبنی بر رابطه این دو شکل گرفت. سپس در روز اول سال ۲۰۲۱ این دو شایعات را تأیید کردند و رابطه آنها به صورت علنی شروع شد.

## طرفداران
به طرفداران آدام لمبرت گلمبرت(Glambert) گفته می‌شود که این نام را رسانه‌ها به فن‌های لمبرت دادند. به دنبال این در یک نظر سنجی جهانی طرفداران آدام لمبرت عنوان بهترین طرفداران دنیا را به خود اختصاص دادند. کلمه گلمبرت (glambert) از دو کلمه glam و lambert ساخته شده است. کلمه glam مخفف کلمه glamour است که به معنی جذبه، زرق و برق و دلبری است (این کلمه سه معنی را به دنبال دارد) علاوه بر این یک سبک در موسیقی راک است که glam rock نام دارد و ترکیبی از موسیقی راک و پاپ است و در این سبک خوانندگان اکثراً با لباس‌های زرق و برق دار و آرایش سنگین شناخته می‌شوند که لمبرت هم در این نوع موسیقی فعالیت دارد.
این کلمه یا لقب در زمان ایدل از سوی مطبوعات و رسانه به ادام نسبت داده شده به علت اینکه ادام در امریکن ایدل خیلی پر زرق و برق و عالی بود. در حقیقت گلمبرت لقب ادام است ولی بعدها ادام این کلمه را روی طرفداران و فن‌هایش گذاشت و در حال حاضر گلمبرت اسم طرفداران ادام است.
ازجمله لقب killre girle که جیمی فاکس و رایان سیکرت مشترکاً به او دادند و god of rock که کارا دیو گاردی به او اختصاص داد. بر طبق نظر سنجی یک مجله ژاپنی در سال ۲۰۰۹ لمبرت به عنوان جذاب‌ترین مرد لقب گرفت. King Of Smile هم لقبی است که به خاطر لبخند زیبای او در عکس‌ها به او دادند. او به خاطر فعالیت در صنعت مد هم شهرت دارد و معمولاً او را به عنوان داور در مسابقه‌های طراحی لباس انتخاب می‌کنند
آدام با اهداف خیر خود توانست میزان طرفداران خود را افزایش دهد. او طرفداران بسیاری در آسیا دارد ژاپن یکی از حامیان اصلی آدام در بین کشورهای آسیایی محسوب می‌شود.

## گروه کویین
گروه کویین یک گروه راک بریتانیایی است که کار خود را در سال ۱۹۷۳شروع کرد. این گروه در سال۱۹۹۱خواننده اصلی اش را از دست داد و فعالیت این گروه به تعلیق درآمد. آدام لمبرت زمانی که یکی از هنرجویان امریکن آیدل بود همراه کریس آلن (برنده مسابقه فصل۸ امریکن ایدل) برای اجرای نهایی با گروه کویین اجرا داشت و از همان‌جا زمزمه‌هایی دربارهٔ دعوت کویین از وی به گروه به گوش می‌رسیدو سرانجام لمبرت در سال ۲۰۱۲ همکاری خود را با کویین آغاز کرد و در تور جهانی گروه کویین خواننده این گروه شد. آدام در اوایل سال ۲۰۱۲ با گروه افسانه‌ای کویین قرارداد ۶ کنسرت را بست که در اکراین، روسیه، لهستان وانگلستان برگزار شد و مورد استقبال شدید مردم و هوادارانش قرار گرفت.
همچنین قرار شد که با گروه کویین در اختتامیه المپیک ۲۰۱۲ لندن حضور یابد اما به علت ملیتش کمیته المپیک با حضور او مخالفت کرد و جسی جی جایگزین وی شد. (زیرا فقط کسانی که ملیت انگلیسی دارند مجاز به اجرا برنامه در افتتاحیه و اختتامیه بودند)
همچنین این همکاری‌ها در سال ۲۰۱۴ادامه یافت و آن هادر توری که نام آن «کویین+آدام لمبرت» بود در خیلی از کشورهای اروپایی و آمریکای شمالی (ایالت متحده و کانادا) و ژاپن اجرا داشتند و این کنسرت‌ها در فبریه۲۰۱۵به پایان رسید؛ در اواخر سال ۲۰۱۵ توری برای آمریکای جنوبی داشتند. آن‌ها ادامهٔ تور را اواخر تابستان و پاییز ۲۰۱۶ در آسیا ادامه دادند.

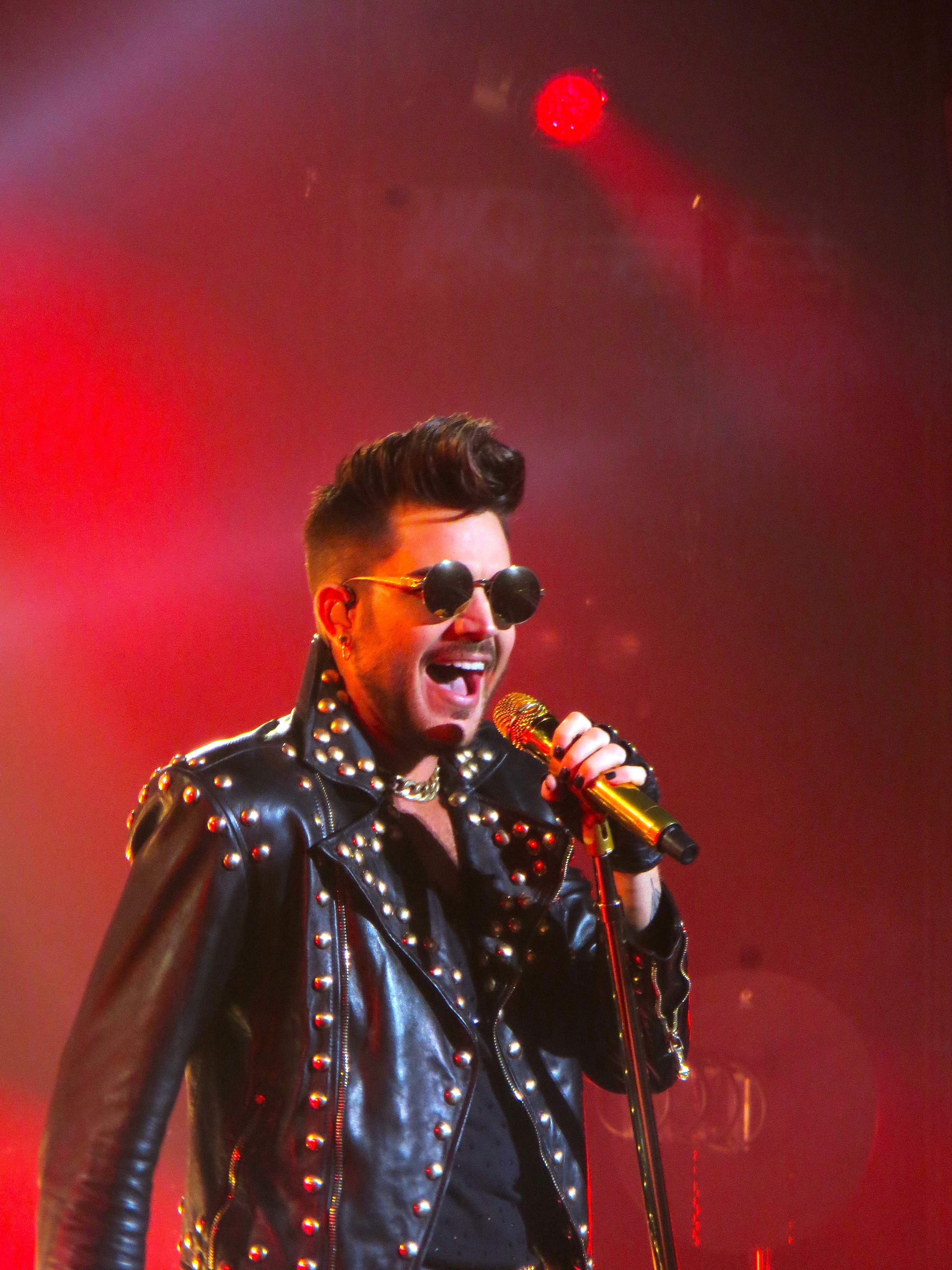
Queen and Adam Lambert (Glasgow), 14 January 2014 (1)

## آلبوم‌ها غیررسمی
- (۲۰۰۹) ْTake One
- (2009)Season 8 Favorite Performances (جمعی از آهنگ‌ها خوانده شده در امریکن آیدل)
- (۲۰۱۰)!Acoustic Live (ورژن آکوستیک چند تا از آهنگ‌های آلبوم"برای سرگرمی تو")
- (2010) Remixes(ورژن ریمیکس سه تا از آهنگ‌های آلبوم"برای سرگرمی تو":از من چه می‌خواهی-برای سرگرمی تو-افسونگر)
- (2011)Beg For Mercy
- (2011)Paramount Sessions(همکاری لمبرت با استیو کوک)
- (2011)Glam Nation Live(اجرای‌های اولین تور رسمی آلبوم"برای سرگرمی تو"(گلم نیشن لایو) به صورت صوتی(MP3))
- (2014)playlist the very best of Adam Lambert(لیستی از بهترین آهنگ‌های لمبرت که شامل بهترین آهنگ‌های او از آلبوم اول تا دومش است)

## امریکن ایدل
| هفته #              | تم                                                       | اهنگ                                                | خواننده اصلی                                 | شماره # | وضعیت     |
| ------------------- | -------------------------------------------------------- | --------------------------------------------------- | -------------------------------------------- | ------- | --------- |
| Audition            | Auditioner's Choice                                      | "Rock with You" راپسودی بوهمی"                      | مایکل جکسون Queen                            | N/A     | Advanced  |
| Hollywood           | First Solo                                               | "What's Up"                                         | فور نان بلاندز                               | N/A     | Advanced  |
| Hollywood           | Group Performance                                        | "Some Kind of Wonderful"                            | Soul Brothers Six                            | N/A     | Advanced  |
| Hollywood           | Second Solo                                              | "Believe"                                           | شر (خواننده)                                 | N/A     | Advanced  |
| Top 36/Semi-Final 2 | ۱۰۰ آهنگ داغ بیلبورد Hits to Date                        | "(نمی‌تونم به دست بیارم) خشنودی"                     | رولینگ استونز                                | ۱۲      | Advanced  |
| Top 13              | Michael Jackson                                          | "سیاه یا سفید"                                      | Michael Jackson                              | ۱۱      | Safe      |
| Top 11              | گرند اول اپری                                            | "Ring of Fire"                                      | Anita Carter                                 | ۵       | Safe      |
| Top 10              | موتاون                                                   | "The Tracks of My Tears"                            | The Miracles                                 | ۸       | Safe      |
| Top 9               | Top Downloads                                            | "Play That Funky Music"                             | Wild Cherry                                  | ۸       | Safe      |
| Top 8               | Year They Were Born (1982)                               | "Mad World"                                         | تی‌یرز فور فی‌یرز                              | ۸       | Safe      |
| Top 7               | Songs from the Cinema                                    | "Born to Be Wild" – ایزی رایدر                      | Steppenwolf                                  | ۳       | Safe      |
| Top 7A              | دیسکو                                                    | "If I Can't Have You"                               | ایوان الیمن                                  | ۵       | Safe      |
| Top 5               | Rat Pack Standards                                       | "Feeling Good"                                      | Cy Grant                                     | ۵       | Bottom 2  |
| Top 4               | راک اند رول Solo Duet                                    | "یه عالمه عشق" Slow Ride" with Allison Iraheta      | لد زپلین Foghat                              | ۱ ۶     | SafeB     |
| Top 3               | Judge's Choice (سایمون کاول) Contestant's Choice         | "One" Cryin'"                                       | U۲ اروسمیث                                   | ۳ ۶     | Safe      |
| Top 2               | Contestant's Choice سایمون فولر's Choice Coronation Song | "Mad World" "A Change Is Gonna Come" No Boundaries" | Tears for Fears سم کوک کریس آلن/Adam Lambert | ۱ ۳ ۵   | Runner-up |

## افراد گروه
نوازنده‌ها
- نوازنده کیبورد: Peter Dyer
- نوازنده درام: Brook Alexander
- نوازنده گیتار بیس: Darwin Johnson
- نوازنده گیتار الکتریک:Adam Ross

## آلبوم‌های رسمی
- ۲۰۱۵: The Original High
- ۲۰۱۲: Trespassing
- ۲۰۰۹: For Your Entertainment
- ۲۰۱۹: Velvet
- ۲۰۲۰: Live Around The World
- ۲۰۲۳: High drama

## موزیک ویدئوها
- (For Your Entertainment(2009
- (2009)Time For Miracles(تیتراژ پایانی فیلم"۲۰۱۲")
- (2009)Whatya Want From Me
- (2010)If I Had You
- (2012)Better Than I Know Myself
- (2012)Never Close Our Eyes
- (2015)Ghost Town
- (2015)Another Lonely Night
- Welcome to the show ft Laleh (2016)
- (2019)new eyes
- (2019)comin in hot
- (Superpower(2019
- (2020)Velvet

## تور-های زنده
American Idols زنده! تور ۲۰۰۹
(۲۰۰۹) تور ملت گلم (۲۰۱۰)
تور ملکه + آدام لمبرت ۲۰۱2 (2012)
تور We Are Glamily (2013)
تور ملکه + آدام لمبرت ۲۰۱۴–۲۰۱۵ (۱۵–۲۰۱۴)
The Original High Tour (2016)
تور جشنواره تابستانی ملکه + آدام لمبرت ۲۰۱6 (2016)
تور ملکه + آدام لمبرت ۲۰۱۷–۲۰۱۸ (۱۸–۲۰۱۷)
تور راپسودی با کوئین (۲۰۱۹–۲۱)
تور مخملی (۲۰۲۰)[۳۴۳]

## جوایز
لیست جولیزی که لمبرت برای دریافت آنها نامزد شد
۱ جوایز موسیقی بیلبورد
۲ جایزه موسیقی بیلبورد ژاپن
۳ جایزه موسیقی BMI
۴ جایزه براوو اتو
۵ جایزه CMA Wild and Young
۶ جوایز کاری انجام دهید
۷ جایزه اما
۸ جایزه Flecking Records
۹ جایزه فونوگرام
۱۰ جایزه رسانه ای GLAAD
۱۱ جایزه گرمی
۱۲ جایزه Mashable
۱۳ جایزه MuchMusic Video
۱۴ جایزه NewNowNext
۱۵ جوایز موسیقی O
۱۶ جایزه برگزیده مردم
۱۷ جایزه انتخاب نوجوان
۱۸ جایزه جهانی موسیقی
۱۹ جایزه جوان هالیوود
۲۰ مرجع
- لیست جوایزی که لمبرت موفق به دریافت آن‌ها شده
- ۲۰۰۹

Artist of the Year
- ۲۰۱۰

UR Fave International Video
Entertainer of the Year
Sexiest Male Celebrity
- ۲۰۱۱

Must Follow Artist on Twitter
Must Follow Artist on Twitter
Male Musician of the Year
Male Fashion Icon of the Year
Male Twitterer Icon of the Year
Good News of the Year
Male Star of the Year
International Modern Pop/Rock Album of the Year
Choice Male Reality/Variety Star
- ۲۰۱۲

Male Star Of The Year
Male Musician of the Year
Song Of The Year: Never Close Our Eyes
Male Twitterer Icon of the Year
Sexiest Male of the Year
Male Fashion Icon Of The Year
Good News Of The Year: Adam Lambert’s Trespassing Debuting at #۱!
- ۲۰۱۳

Honorary GLAAD Media Award recipient
- ۲۰۱۵

Best male singer of the year
song of the year: ghost town

Best music video of the year: another lonely night